# Municipio de San Martín Itunyoso
El municipio de San Martín Itunyoso es uno de los 570 municipios del estado mexicano de Oaxaca. Su cabecera es la localidad de San Martín Itunyoso. Está ubicada en la parte noroeste del estado de Oaxaca. Tiene una extensión territorial de 82.93 km². Este pueblo es el único municipio que aún perdura en la región triqui. En estas localidades se hablan dos variantes de la lengua triqui: el triqui de Itunyoso y el triqui de Chicahuaxtla.

## Toponimia
El nombre Itunyoso deriva del mixteco itun «loma» y yoso «llano», que significa «loma del llano». En triqui se le llama Chumanh [t͡ʃu³mə̃ʔ³] «pueblo».

## Localidades del municipio
Este municipio tiene jurisdicción sobre las siguientes localidades:
1. San Martín Itunyoso (1,276 hab.)
2. La Concepción (242 hab.)
3. San José Xochixtlan (722 hab.)
4. Loma Buenos Aires (130 hab.)
5. La Reforma Itunyoso (Casa de Zorro) (140 hab.)